# Comtat de Sinarques

Escut de Sinarques

El Comtat de Sinarques és un títol nobiliari espanyol creat el 12 de maig de 1597 pel rei Felip II a favor de Jaume Ceferí Ladrón de Pallás Vilanova i Pons. qui a més era el novè vescomte de Xelva. La seua denominació fa referència al municipi de Sinarques, al País Valencià, situat a la comarca de Requena-Utiel.

## Comtes de Sinarques
| Titular              | Període                                                      |                      |
| Creació per Felip II | Creació per Felip II                                         | Creació per Felip II |
| -------------------- | ------------------------------------------------------------ | -------------------- |
| I                    | Jaime Ceferino Ladrón de Pallás Vilanova i Pons              | 1597-1617            |
| II                   | Joan Ladrón de Pallás Vilanova i Ferrer                      | 1617-1631            |
| III                  | Gaspar Ladrón de Pallás Vilanova i Ferrer                    | 1631-1655            |
| IV                   | Marianna Bàrbera Ladrón de Pallás i Silva                    | 1655-1668            |
| V                    | Lucrècia Ladrón de Pallás i Silva                            | 1668-1726            |
| VI                   | Ximén Zapata de Calatayud y Ladrón                           | 1726-1743            |
| VII                  | Francisco Zapata de Calatayud                                | 1743-                |
| VIII                 | María Agustina Zapata de Calatayud                           | -1761                |
| IX                   | Juan Pablo de Aragón-Azlor y Gurrea                          | 1761-1790            |
| X                    | Víctor Amadeo de Aragón-Azlor y Pignatelli                   | 1790-1792            |
| XI                   | José Antonio de Aragón Azlor y Pignatelli de Aragón          | 1818-1852            |
| XII                  | Manuel de Azlor de Aragón y Fernández de Córdoba             | 1859-1882            |
| XIII                 | María de la Concepción Azlor de Aragón y Hurtado de Zaldívar | 1910-1969            |
| XIV                  | Luis de Silva y Azlor de Aragón                              | 1971-1999            |
| XV                   | José Javier de Silva y Mendaro                               | 1999-                |
| XVI                  | Ana de Silva y Escrivá de Romaní                             | (des del 2013)       |

## Història dels comtes de Sinarques
- Jaime Ceferino Ladrón de Pallás Vilanova i Pons, I comte de Sinarques, senyor de Vilanova i Xelva (intitulant-se VIII vescomte de Vilanova i Xelva) i fins i tot, "Comte de Xelva", i senyor de Beniarbeig.[3]

1. Es va casar amb Francesca Ferrer i Cardona, senyora de Sort i Quart, filla de Jaume Ferrer i Borja i Blanca Cardona.[3] Li va succeir el seu fill,

- Joan Ladrón de Pallás Vilanova i Ferrer (mort el 1631), II comte de Sinarques, "IX vescomte de Vilanova i Xelva".

1. Va casar amb María Ana de Velasco i Ibarra, neta del I marquès de Salines. Li va succeir el seu fill,

- Gaspar Ladrón de Pallás Vilanova i Ferrer-Velasco (mort el 1655), III comte de Sinarques, "X vescomte de Vilanova i Xelva", "baró de Sot de Ferrer i de Quart".

1. Es va casar amb Isabel de Silva i Corella, filla del II marquès d'Orani. Li va succeir la seua filla,

- Marianna Bàrbera Ladrón de Pallás i Silva (nascuda el 1650),[3] IV comtessa de Sinarques I senyora de Beniarbeig. Pretenia tots els estats dels seus pares i va tindre pleits amb tots els pretenents (Àngela Ladrón de Vilanova, Gimeno Pérez de Calatayud comte del Real, Antonio Pimentel i Ladrón marquès de Taracena, Bartolomé Marrades comte de Sallent i Francesc Ladrón de Vilanova, marquès d'Almonacir i comte de Pavia.[3]

1. Es va casar amb Joan Guillem de Palafox i Cardona. Sense descendents.
2. Es va casar amb Antoni Francesc Pujades de Borja-Coloma i Calvillo, III comte d'Anna. Sense descendents. Li va succeir la seua germana,

- Lucrècia Ladrón de Pallás i Silva (1645-1729), V comtessa de Sinarques, I marquesa de Sot (1688).

1. Es va casar amb Miquel de Noroña i Silva, I duc de Linares. Sense descendents.

Però li posaren plet els seus parents Josep Lladró de Pallars, el comte del Real, el comte de Peñaflor i de Las Amayuelas i el guanyador del plet, Francesc Lladró de Vilanova i Esteve, àlies Lluís de Luna i Cornell, que es titulava marquès d'Almonesir i comte de Pavies i era rebesnet de Lluís Lladró de Boïl-Cornell i de Vilanova, Senyor de Pardines i nebot del segon vescomte de Xelva.
- Juan Pablo de Aragón-Azlor y Gurrea, olim Juan Pablo de Azlor i Zapata de Calatayud (1730-1790) IX comte de Sinarques, VIII comte del Real, VI duc de la Palata, VI príncep di Massalubrense, XI duc de Villahermosa, (es va intitular VIII duc de Lluna), VIII comte de Lluna, IV marquès de Cábrega, IV comte de Guara, vescomte de Xelva, vescomte de Vilanova.

1. Es va casar amb María Manuela Pignatelli de Aragón y Gonzaga, filla de Joaquín Atanasio Pignatelli de Aragón, V marquès de Mora, V marquès de Coscojuela de Fantova, XVI comte de Fuentes, VIII comte de Castillo de Centellas, i de María Luisa Gonzaga y Caracciolo, II duquessa de Solferino. Li va succeir el seu fill,

- Víctor Amadeo de Aragó-Azlor y Pignatelli (1779-1792), X comte de Sinarques, IX comte del Real, VII duc de la Palata, VII príncep di Massalubrense, XII duc de Villahermosa, IX comte de Lluna, V marquès de Cábrega, V comte de Guara, vescomte de Xelva, vescomte de Vilanova. Sense descendents. Li va succeir el seu germà,
- José Antonio de Aragón-Azlor y Pignatelli de Aragón (1785-1852), XI comte de Sinarques, X comte del Real, VIII duc de la Palata, VII príncep di Massalubrense, XIII duc de duc de Villahermosa, X comte de Lluna, VI marquès de Cábrega, VI comte de Guara, vescomte de Xelva, vescomte de Vilanova, I comte de Moita (a Portugal).

1. Es va casar amb María del Carmen Fernández de Córdoba y Pacheco, filla de Manuel Antonio Fernández de Córdoba y Pimentel, marquès de Povar, VIII marquès de Malpica, VIII marquès de Mancera, comte de Melgar, comte de Gondomar, i de María del Carmen Pacheco y Téllez-Girón, V duquessa de Arión. Li va succeir el seu fill,

- Manuel de Azlor de Aragó y Fernández de Córdoba (1824-1882), XII comte de Sinarques. Li va succeir la seua reneboda:
- María de la Concepció Azlor de Aragón i Hurtado de Zaldívar (1878-1969), XIII comtessa de Sinarques, XVI vescomtessa de Vilanova, Dama de la Reina Victoria Eugenia de Battenberg.

1. Es va casar amb Luis María de Silva y Carvajal (1876-1935), I duc de Miranda, V comte de la Unió, Cap Superior de Palacio del rei Alfonso XIII, fill d'Álvaro de Silva-Bazán y Fernández de Córdoba, XII marquès de Santa Cruz de Mudela, XIII marquès del Viso i de María Luisa de Carvajal-Vargas i Dávalos, IV duquessa de San Carlos. Van tindre 5 fills: Isabel de Silva y Azlor de Aragón, Luis de Silva y Azlor de Aragón, María de Silva y Azlor de Aragón, Francisco Xavier de Silva y Azlor de Aragón V comte de la Unión, i María del Carmen Silva y Azlor de Aragón.[5] Li va succeir, del seu fill Luis de Silva y Azlor de Aragón (1912-1999), II duc de Miranda, XXII vescomte de Vilanova que es va casar amb María Fernanda Mendaro y Diosdado, XIII marquesa d'Angulo, filla de José Santiago Mendaro y de la Rocha, V marquès de Casa Mendaro. Van tindre una filla (Luisa Fernanda de Silva i Mendaro, qui serà la Marquesa de Casa Mendaro)[5] i un fill i, per tant, el seu net:

- José Javier de Silva y Mendaro (1946), XIV comte de Sinarques, III duc de Miranda, XIV marquès d'Angulo, VII comte de la Unió, VIII marquès del Bon Succés.

1. Es va casar amb María del Perpétuo Socorro Escrivá de Romaní y Mora, filla d'Ildefonso Escrivá de Romaní y Patiño, X marquès d'Aguilar d'Ebre, XVII comte de Sástago i de María de les Neus de Mora y Aragó (m 10/12/1985),[6] germana de Fabiola de Mora i Aragó regna consort dels belgues, ambdues filles del IV marquès de Casa Riera. Van tindre 5 fills: María de Silva Escrivà de Romaní, José Javier de Silva Escrivà de Romaní (li va passar el títol de marquès d'Angulo en 2012),[5] Ana de Silva Escrivà de Romaní, Isabel de Silva Escrivà de Romaní i Luís de Silva Escrivà de Romaní (li va passar el títol de VII comte de la Unión).[5][7] En abril de 2013 va distribuir els títols entre les seues filles,[8] i com a Comtessa de Sinarques li va succeir la seua filla:

- Ana de Silva y Escrivá de Romaní, XV comtessa de Sinarques, l'actual titular.